# Thomas East
Thomas East (parfois orthographié Easte, Est ou Este ; c. 1540 — janvier 1609) est un notable imprimeur anglais spécialisé dans la musique. Il a été décrit comme un éditeur, mais cette déclaration est discutable (les spécialités d'imprimeur et de libraire/éditeur étaient généralement pratiquées séparément). Il apporte néanmoins une importante contribution à la vie musicale en Angleterre. Il imprime l'importante collection de madrigaux Musica Transalpina, parue en 1588 et la première impression en partition en Angleterre, pour une collection de Psaumes en 1592.
Sa carrière est compliquée de par l'existence des privilèges ou des monopoles accordés par la couronne à William Byrd et Thomas Morley. Thomas East travaille en étroite association avec William Byrd. Il imprime des compositions religieuses de Byrd (notamment certaines clairement destinées aux services catholiques, messes et Gradualia).

## Carrière

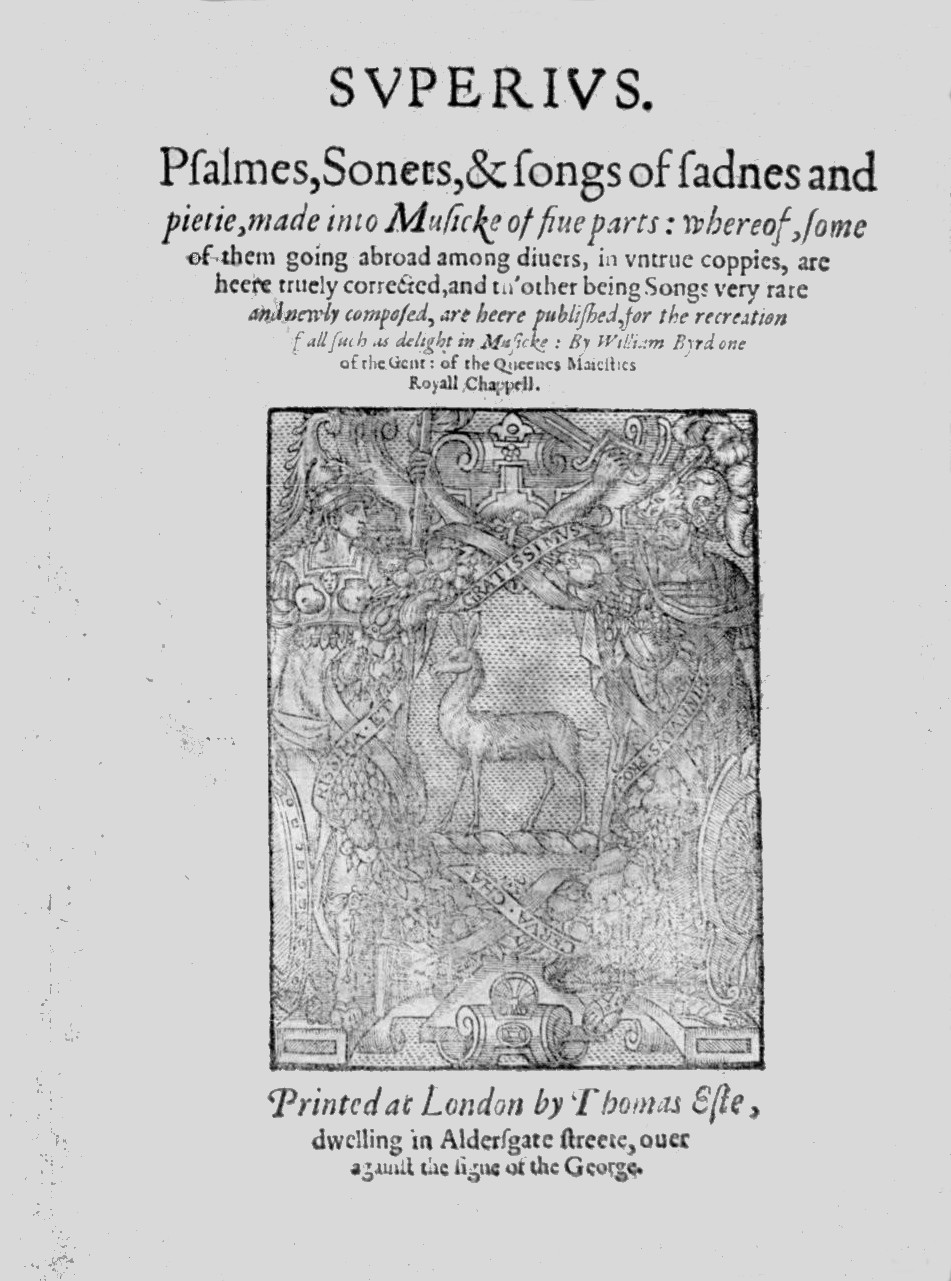
Page de titre des Psalmes, sonets, & songs of sadness and pietie... de William Byrd (1588).

Thomas East est fait honorable de la société des papetiers, le 6 décembre 1565. La première apparition de son nom en tant qu'imprimeur se fait dans les registres de la société en 1576, lorsqu'il publie les « Christmas Recreacons of Histories and Moralizacons aplied for our solace and consolacons » d'Humphrey Robinson. Après cette date, son nom est fréquemment cité comme imprimeur de littérature générale.

### Musique imprimée
Thomas East ne semble pas avoir imprimé de musique avant 1587, lorsque meurt Thomas Vautrollier, imprimeur d'origine huguenote, spécialisé dans la musique et la théologie. Les affaires de Vautrollier se poursuivent sous la direction de sa veuve et de son ancien apprenti, Richard Field, mais pas la partie musicale acquise par East avec les fontes musicales.
À la date du 6 novembre 1587, la société des papetiers enregistre une série de partbooks intitulés, selon le registre, « Bassus. Sonnettes and Songs made into musick of fyve parts. By William Burd ». Elle est reprise à l'identique de l'édition non datée de Byrd « Psalmes, Sonets, and Songs of Sadnes and Pietie », la date d'édition est de 1588. Dans cette édition de 1588, East est décrit comme éditeur d'Aldersgate Street et Byrd le cessionnaire.

### Musica Transalpina

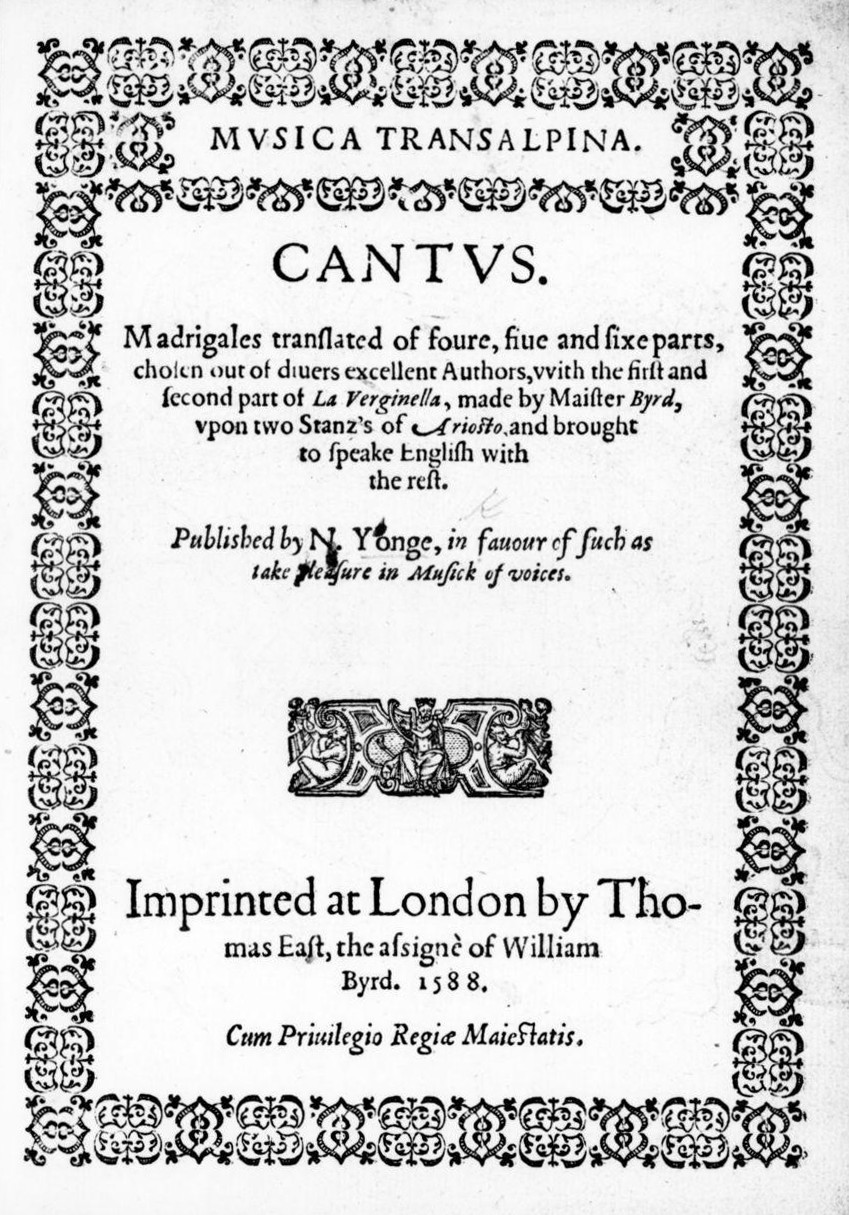
Page de titre de Musica Transalpina, édité par Nicholas Yonge et imprimé par Thomas East en 1588.

En 1588, la grande collection (57 pièces) de madrigaux italiens intitulée Musica Transalpina est publiée. Si la musique est italienne, les madrigaux sont adaptés avec un texte anglais. La série devient l'agent le plus important dans la promotion de l'admiration pour la forme du madrigal utilisée par les Italiens et qui aboutit à la fondation de la splendide école des madrigalistes anglais. La fréquence avec laquelle le nom de l'imprimeur apparaît comme « Este », prise en relation avec le fait qu'il a été choisi pour introduire les compositions italiennes en Angleterre, rendait difficile la résistance à la conjecture que l'imprimeur était d'origine italienne. Cependant, cette théorie est maintenant considérée comme douteuse.

## Autres publications
En 1589, paraissent les Songs of Sundrie Natures de Byrd et le premier livre de ses Cantiones Sacræ publiés par Thomas East, au signe du Black Horse (« Cheval Noir ») dans Aldersgate Street. L'année suivante, le même compositeur contribue par deux madrigaux sur des textes de Thomas Watson, inclus dans le « First Sett of Italian Madrigalls Englished »,, comme il l'avait déjà fait dans le cas de la Musica Transalpina. Le deuxième ensemble des Cantiones Sacræ de Byrd est publié en 1591.
La même année, East imprime une nouvelle édition du psautier de William Damon, dont le premier numéro avait été publié par John Day en 1579. Cette nouvelle édition est publiée par William Swayne, qui semble avoir pris en charge les frais de l'ouvrage, l'édition précédente n'ayant pas eu le succès escompté. Ce psautier a un intérêt spécial pour les musiciens. Dans ses deux parties, il présente respectivement les méthodes d'harmonisation ancienne et moderne des airs à l'usage de la congrégation ; la première partie du livre donne la mélodie au ténor, la seconde, selon l'usage moderne, à la voix aiguë. Il semble que l'innovation n'ait pas immédiatement séduit le public, puisque l'année suivante East sort un psautier à son propre compte, dont il semble avoir été l'éditeur et dans lequel la partie de ténor porte la mélodie, comme dans tous les anciens psautiers.

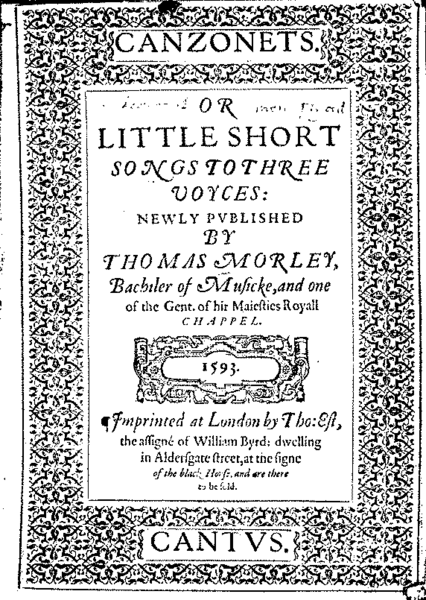
Page de titre des Canzonets de Thomas Morley, imprimé par Thomas East en 1593.

Les mélodies sont harmonisées par dix éminents compositeurs : Richard Allison, Edward Blancks, Michael Cavendish, William Cobbold, John Dowland, John Farmer, Giles Farnaby, Edmund Hooper, Edward Johnson et George Kirbye. Le titre de la première édition est rédigé ainsi : « The Whole Booke of Psalmes: with their wonted tunes, as they are song in Churches, composed into four parts: All which are so placed that foure may sing ech one a seueral part in this booke. Wherein the Church tunes are carefully corrected, and thereunto added other short tunes vsually song in London, and other places of this Realme. With a Table in the end of the booke of such tunes as are newly added, with the number of ech Psalme placed to the said Tune. Compiled by sondry authors who haue so laboured heerin, that the vnskilful with small practice may attaine to sing that part which is fittest for their voice ». De ce fait, il est clair que le psautier est un des premiers exemples de ce que les musiciens appellent maintenant partition, qu'il faut distinguer des partbooks, où chaque volume contient une partie distincte, de sorte qu'un ensemble de livres est toujours nécessaire pour chanter un madrigal ou toute autre composition. Le livre donne également l'un des premiers exemples de la pratique d'appeler des airs par des noms différents : « Glassenburie Tune », « Kentish Tune » et « Chesshire Tune » sont ainsi distingués. Le psautier est dédié au très honorable Sir John Puckering (1544–1596), chevalier, seigneur gardien du grand sceau et une dédicace et la préface sont rédigées par East. La deuxième édition, la plus ancienne connue de Burney et Hawkins, est datée de 1594 et une troisième est parue en 1604. En 1593, sont publiés les « Canzonets, or Little Short Songs to three Voyces » de Thomas Morley, en 1594, du même compositeur les « Madrigalls to foure Voyces » et l'année suivante, les ballets à cinq-parties et les canzonets à deux parties. Le 22 janvier 1596, le brevet de Byrd vient à expiration et pendant deux ans, Thomas East fait des affaires exclusivement pour son propre compte. Le 22 septembre 1596, « A brief introduction to the skill of songe concerning the practise sett forth by William Bath, gent » est transféré à Thomas East par Abel Jeffes, qui l'avait imprimé en 1584 et le 24 novembre, il publie les madrigaux de George Kirbye.

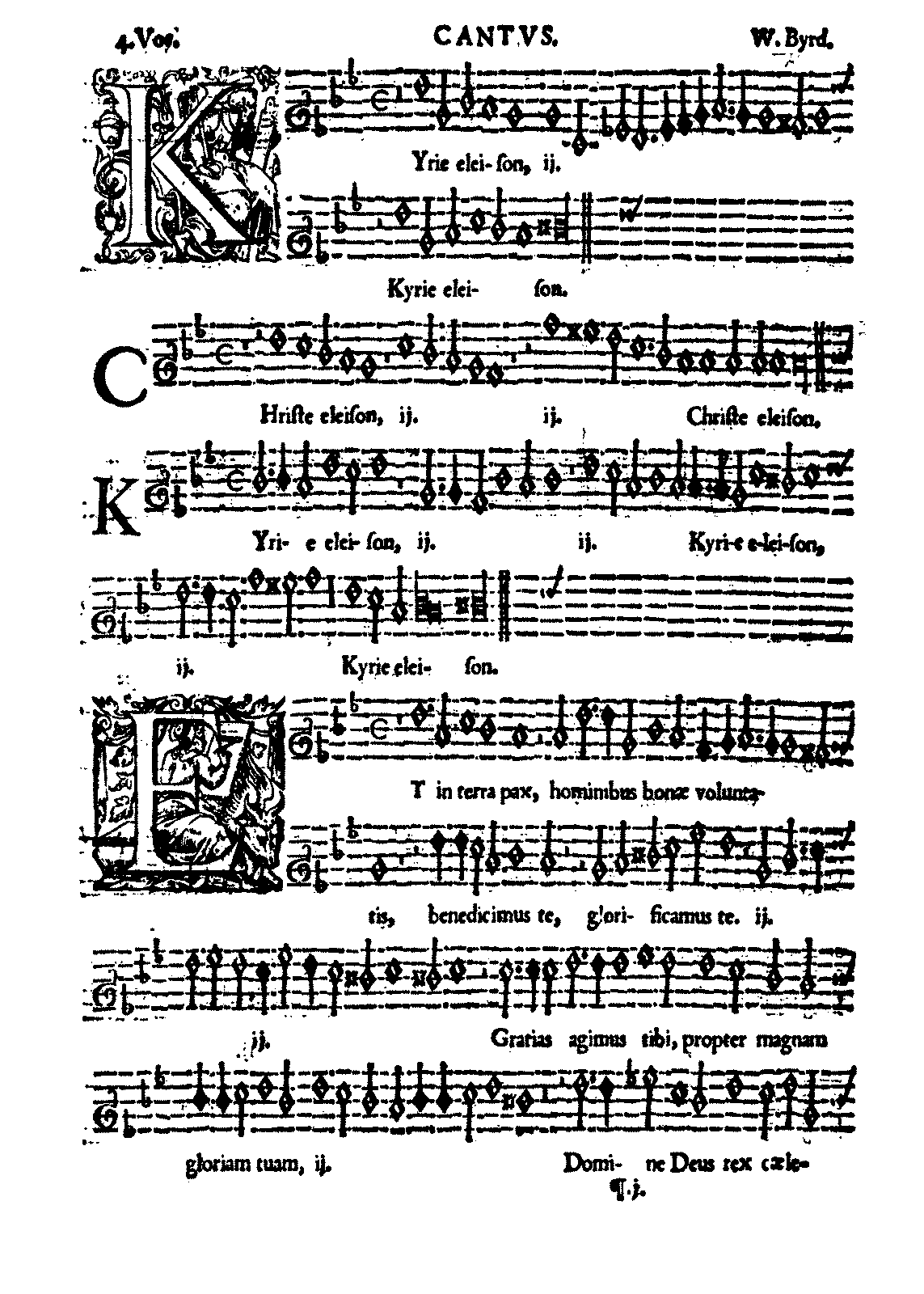
William Byrd, Messe à quatre voix, publiée en 1592.

En décembre 1596, beaucoup de livres publiés sous licence par Byrd sont transférés à Thomas East de façon indépendante. L'interruption de la situation de monopole d'édition semble avoir donné une impulsion extraordinaire à la publication de musique. En quelques années, presque tous les chefs-d'œuvre des madrigalistes anglais sont publiés. En 1597, les Songs of Sundry Natures de Nathaniell Patrick sont publiés et un discours prononcé par le Dr John Bull à Gresham College est imprimé, ainsi que le second livre de Musica Transalpina. Dans ce recueil, la dernière pièce de Giovanni Croce « Ove tra l'herbe e i fiori » contient le texte anglais « Longue vie à la belle Oriane ». L'année suivante, Michael Cavendish publie Come, gentle swains (« Venez aimables soupirants ») où le refrain apparaît aussi (et est repris dans Les Triomphes d'Oriane).
L'année 1598 voit la publication de la première série de madrigaux de John Wilbye, des madrigaux à cinq voix et canzonets à quatre voix de Thomas Morley sélectionnés à partir des œuvres de compositeurs italiens, ainsi qu'un choix d'œuvres d'Orlando di Lasso et les Ballets and Madrigals de Thomas Weelkes. Cette même année, un nouveau privilège est accordé à Thomas Morley, dont la célèbre « Introduction to Practicall Musicke » était parue l'année précédente mais non imprimée par East. De ce fait, dans la mesure où le nom d'East n'apparaît pas sur le registre de la société des papetiers avant 1600, il y a peut-être eu un différend avec Morley, qui avait maintenant la possibilité de nuire à l'entreprise de East. Si un tel différend a eu lieu, il a dû être assez rapidement résolu puisqu'en juillet 1600 paraît le Second Book of Songs de Dowland, issu des presses de Thomas East. Le First Book of Ayres de Jones est publié l'année suivante, en même temps que la célèbre collection de madrigaux intitulée The Triumphs of Oriana, imprimé mais non publié.

### The Triumphs of Oriana
L'idée de cette collection semble avoir été tirée d'un autre livre de madrigaux de divers compositeurs, publié par les presses de Phalèse à Anvers en 1596. La collection d'Anvers porte le titre général d'« Il Trionfo di Dori » et se compose de vingt-neuf madrigaux, chacun se terminant par les mots « Viva la bella Dori ». Parue d'abord en Italie (Venise 1592, et qui contenait le madrigal de Giovanni Croce évoqué plus haut), il est probable que la collection soit connue de musiciens anglais et notamment de Thomas Morley (l'éditeur des Triomphes d'Oriane), par l'entremise de Nicholas Yonge, chantre à la Cathédrale Saint-Paul, qui, comme nous le savons par la préface de Musica Transalpina, a l'habitude de recevoir toutes les nouvelles musiques d'Italie. 

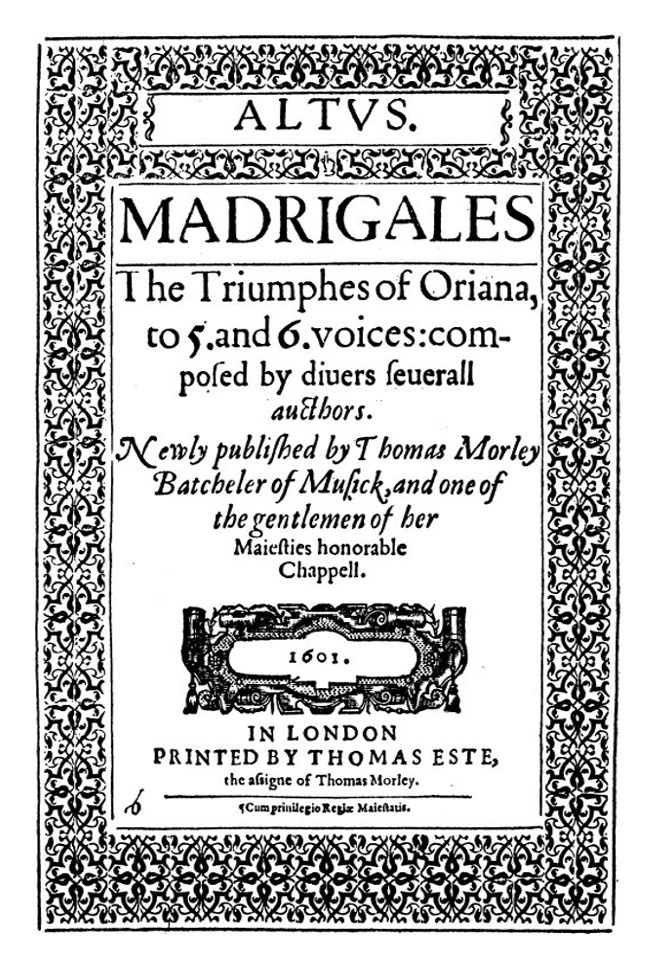
Page de titre de The Triumphs of Oriana, 1601.

Si le récit d'Hawkins sur les circonstances dans lesquelles la collection anglaise est produite en l'honneur de la reine Élisabeth est vrai, l'idée est née avec le cousin de la reine, Charles Howard, comte de Nottingham — qui avait vaincu l'Invincible Armada espagnole — à qui la collection est dédiée et qui, en vue de soulager le souci de la reine après l'exécution du comte d'Essex (février 1601) pour tentative de  rébellion, a donné un sujet de prix aux poètes et aux musiciens de l'époque : la beauté et les accomplissements de sa royale maîtresse. Hawkins suppose que la reine aimait le nom Oriana ; mais en même temps, il ajoute, sous l'autorité de William Camden, qu'un ambassadeur espagnol l'avait diffamée par le nom d'Amadis Oriana (personnage du roman de chevalerie, Amadis de Gaule) et pour son insolence a été mis sous garde. Cette dernière circonstance expliquerait le fait, qui semble avoir été inconnu d'Hawkins et Hawes, le rédacteur en chef de la réimpression de la collection, que « Le Triomphe d'Oriane » n'a pas été publié avant la mort de la reine en 1603. Sur cette supposition, le nom qui était destiné à plaire à la reine lui a donné une grande offense, de sorte que la publication a dû être retardée. Ce qui explique la présence de deux madrigaux, respectivement de Francis Pilkington et Thomas Bateson, dans lesquels le refrain porte ces mots : In Heaven lives Oriana (« Dans les cieux vit Oriana »), au lieu de la fin commune à tout le reste du recueil : Long live fair Oriana (« Longue vie à la belle Oriana »). 
La contribution de Michael East (le neveu de l'imprimeur) est arrivée trop tard pour être insérée quelque part et apparaît juste après la dédicace. La pièce de Bateson When Oriana walked to take the air (« Quand Oriana a marché pour prendre l'air »), arrive en retard et ne peut être imprimée pour la collection. L'œuvre est placée dans le premier ensemble de madrigaux de ce compositeur, qui a été publié par Thomas East plus tard, en 1603, sous le titre de First Set of Ensglish Madrigals, avec la deuxième série de Weelkes et Medulla Musicke de Byrd et Ferrabosco. Les publications de 1604 sont le premier livre de madrigaux de Michael East et le « First Book of Songs or Ayres of four parts, composed by Ff. P. » (Francis Pilkington).
Le reste des livres qui sont, sans doute imprimés par East sont les Gradualia (1605) de Byrd, les Canzonets d'Henry Youll et Musica Sacra (1607) de Giovanni Croce.

## Activités après la mort d'East
Le deuxième livre de madrigaux (1609) de Wilbye, est déclaré être imprimé par « Thomas East, alias Snodham ». Il a donc été supposé par le musicologue du XIXe siècle, Edward Francis Rimbault, que pour une raison inexpliquée, Thomas East a pris le nom de Snodham à ce moment et que, par conséquent, tous les livres portant le dernier nom sont à mêmes de figurer parmi les ouvrages imprimés par East. En fait, Thomas Snodham est le neveu et ancien apprenti d'East. Membre de la société des papetiers, il reprend l'entreprise d'East après sa mort. Snodham conserve cependant pendant un certain temps le nom bien connu sur ses pages de titre, pour d'évidentes raisons commerciales.
Pour subvenir aux besoins de sa veuve, Lucrèce, East lui laisse certains de ses livres. Elle est morte en 1631, laissant 20 shillings à la société des papetiers pour l'achat d'une plaque.